# Montreuil-aux-Lions
Pour les articles homonymes, voir Montreuil et Lions.
Montreuil-aux-Lions est une commune française située dans le département de l'Aisne, en région Hauts-de-France.

## Géographie

### Voies de communication et transports

#### Transports
La commune est desservie par la ligne 31 du réseau de bus Brie et 2 Morin.

### Hydrographie
La commune est située dans le bassin Seine-Normandie. Elle est drainée par le ru de Montreuil-aux-Lions, le ru Cormont, le ru de Herrupe, le ru de l'Abime, le ru de l'Arche, le ru des Sautilliers et le ru du Cordier,,.

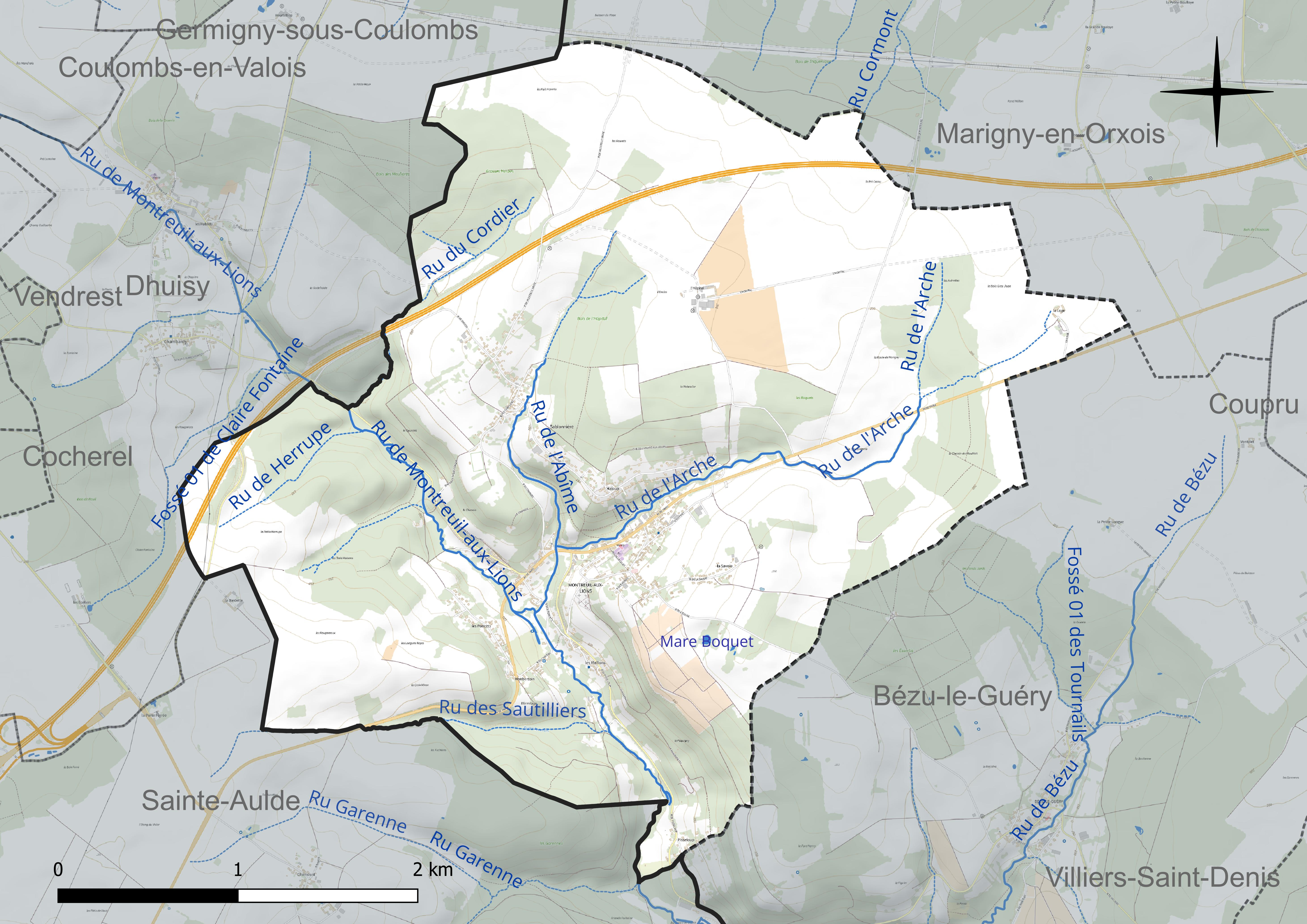
Réseau hydrographique de Montreuil-aux-Lions.

Un plan d'eau complète le réseau hydrographique : la mare Boquet (0,2 ha),.

### Climat
Pour des articles plus généraux, voir Climat des Hauts-de-France et Climat de l'Aisne.
En 2010, le climat de la commune est de type climat océanique dégradé des plaines du Centre et du Nord, selon une étude du CNRS s'appuyant sur une série de données couvrant la période 1971-2000. En 2020, Météo-France publie une typologie des climats de la France métropolitaine dans laquelle la commune est exposée à un climat océanique altéré et est dans la région climatique Nord-est du bassin Parisien, caractérisée par un ensoleillement médiocre, une pluviométrie moyenne régulièrement répartie au cours de l'année et un hiver froid (3 °C).
Pour la période 1971-2000, la température annuelle moyenne est de 10,5 °C, avec une amplitude thermique annuelle de 15,2 °C. Le cumul annuel moyen de précipitations est de 770 mm, avec 12,2 jours de précipitations en janvier et 8,5 jours en juillet. Pour la période 1991-2020, la température moyenne annuelle observée sur la station météorologique la plus proche, située sur la commune d'Ussy-sur-Marne à 12 km à vol d'oiseau, est de 11,3 °C et le cumul annuel moyen de précipitations est de 726,5 mm,. Pour l'avenir, les paramètres climatiques de la commune estimés pour 2050 selon différents scénarios d'émission de gaz à effet de serre sont consultables sur un site dédié publié par Météo-France en novembre 2022.

## Urbanisme

### Typologie
Au 1er janvier 2024, Montreuil-aux-Lions est catégorisée bourg rural, selon la nouvelle grille communale de densité à 7 niveaux définie par l'Insee en 2022.
Elle est située hors unité urbaine. Par ailleurs la commune fait partie de l'aire d'attraction de Paris, dont elle est une commune de la couronne,.

### Occupation des sols
L'occupation des sols de la commune, telle qu'elle ressort de la base de données européenne d'occupation biophysique des sols Corine Land Cover (CLC), est marquée par l'importance des territoires agricoles (57,3 % en 2018), une proportion sensiblement équivalente à celle de 1990 (57,4 %). La répartition détaillée en 2018 est la suivante : 
terres arables (48,5 %), forêts (35,2 %), zones urbanisées (7,4 %), prairies (6,9 %), cultures permanentes (1,9 %).
L'évolution de l'occupation des sols de la commune et de ses infrastructures peut être observée sur les différentes représentations cartographiques du territoire : la carte de Cassini (XVIIIe siècle), la carte d'état-major (1820-1866) et les cartes ou photos aériennes de l'IGN pour la période actuelle (1950 à aujourd'hui).

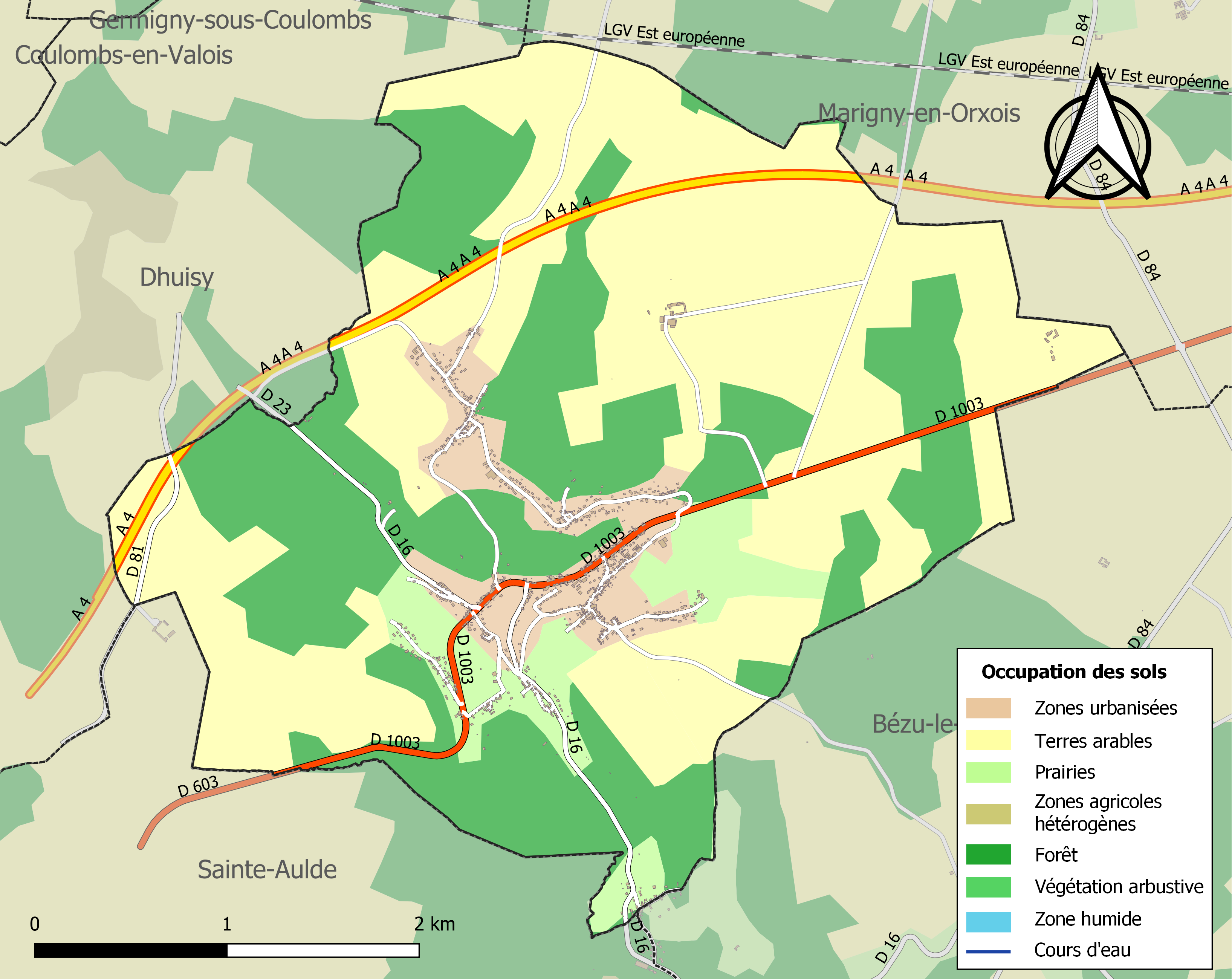
Carte de l'occupation des sols de la commune en 2018 (CLC).

## Toponymie
Le nom de la localité est attesté sous les formes Monsteriolum (1573) ; Monstreul-aux-Lyons (1607) ; Montreul-aux-Lions (1696) ; Montreuille-aux-Lions (1709).

Durant la Révolution, la commune porte le nom de Montreuil-l'Union en 1793.
Montreuil tire probablement son nom du mot latin monasteriolum, signifiant « petit monastère » ou « petite église ».
Lorsqu'il a fallu, en 1573, différencier le Monsteriolum qui nous intéresse de ses homonymes, le choix du déterminant s'est fait en recherchant une quasi homophonie avec le nom latin sans doute plus par facétie que par ignorance. « Monstreul » valant pour monasterium, on choisit « aux-lions » pour -olium

## Histoire

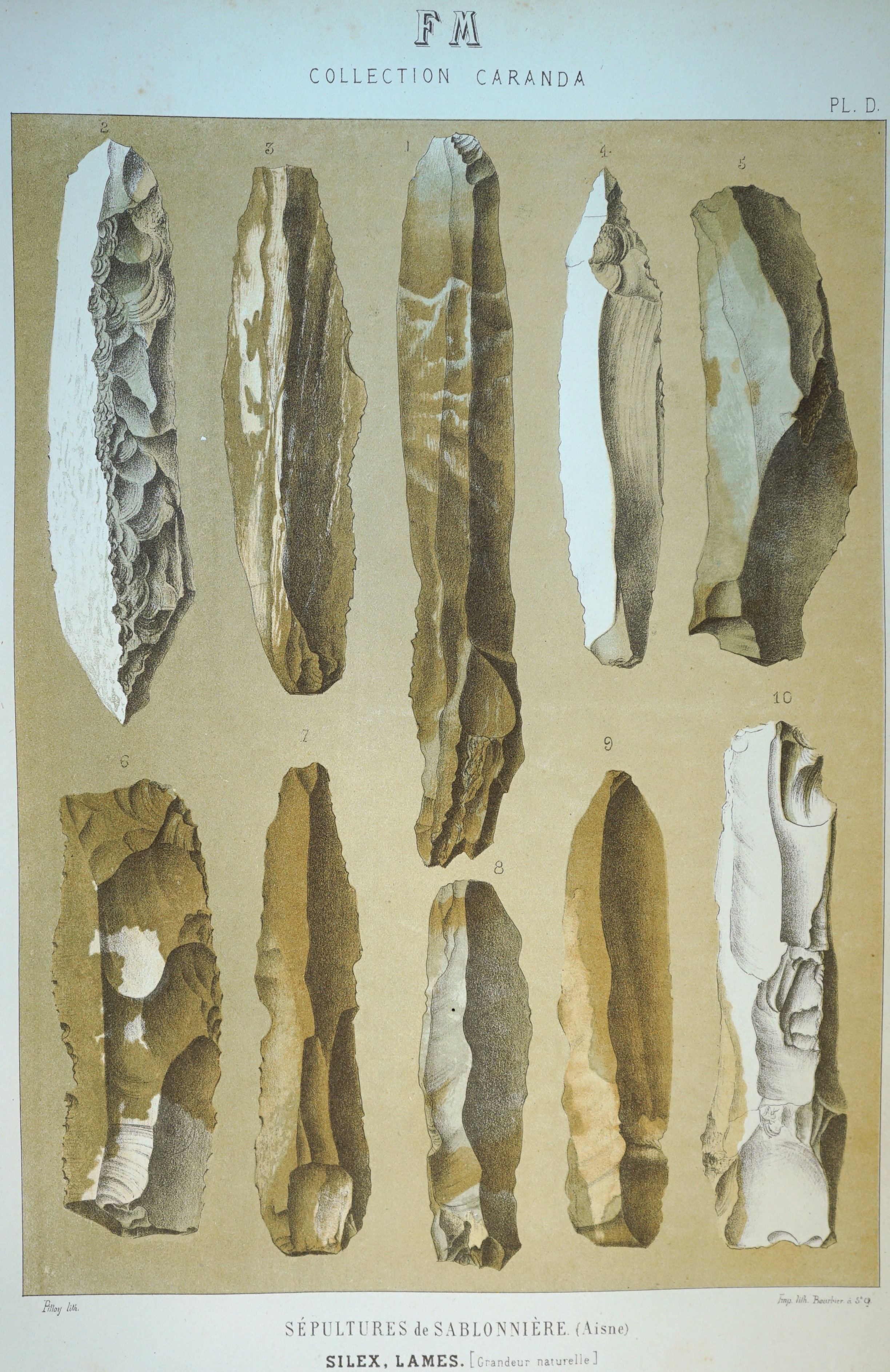
Objets lithiques,
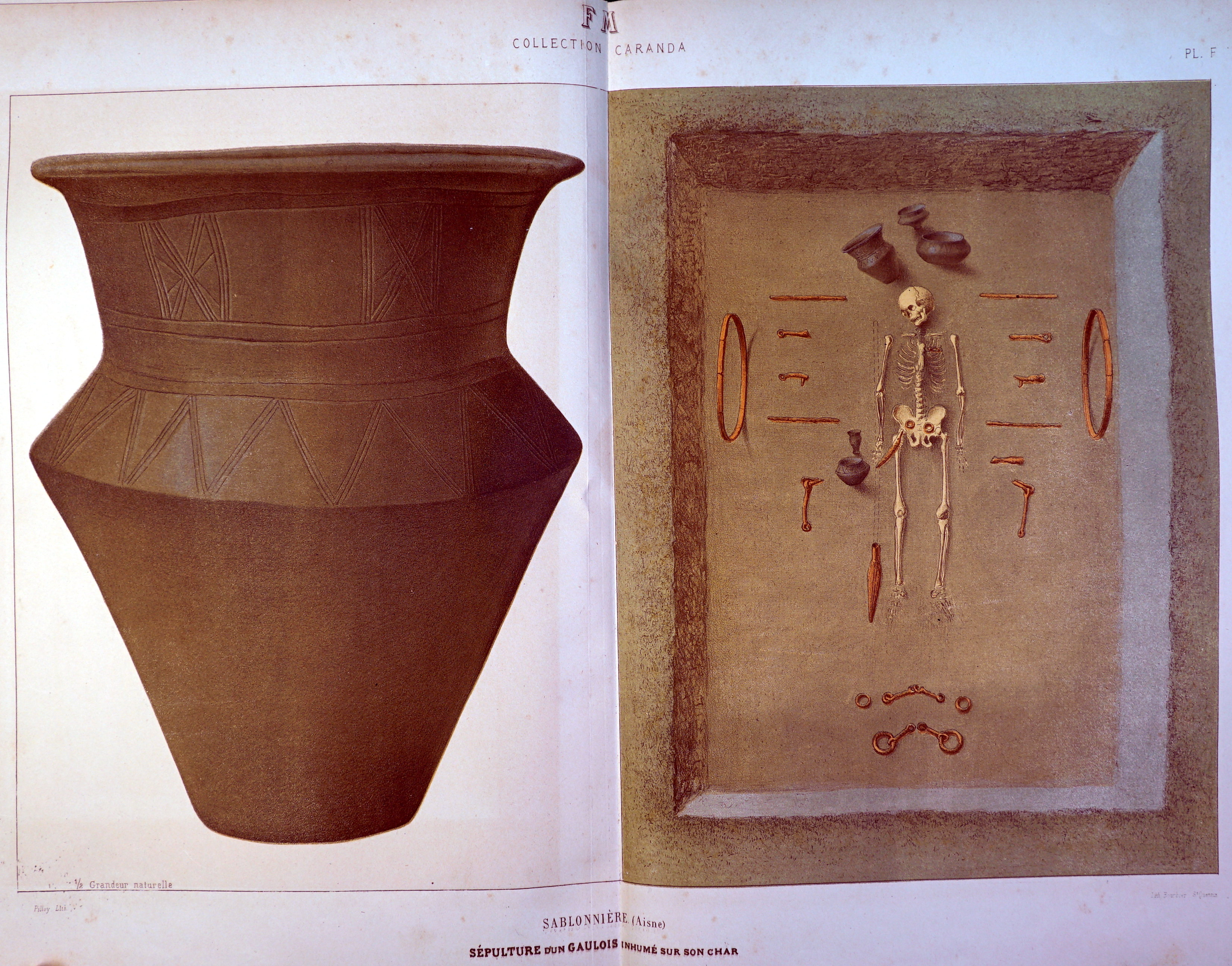
tombe à char,
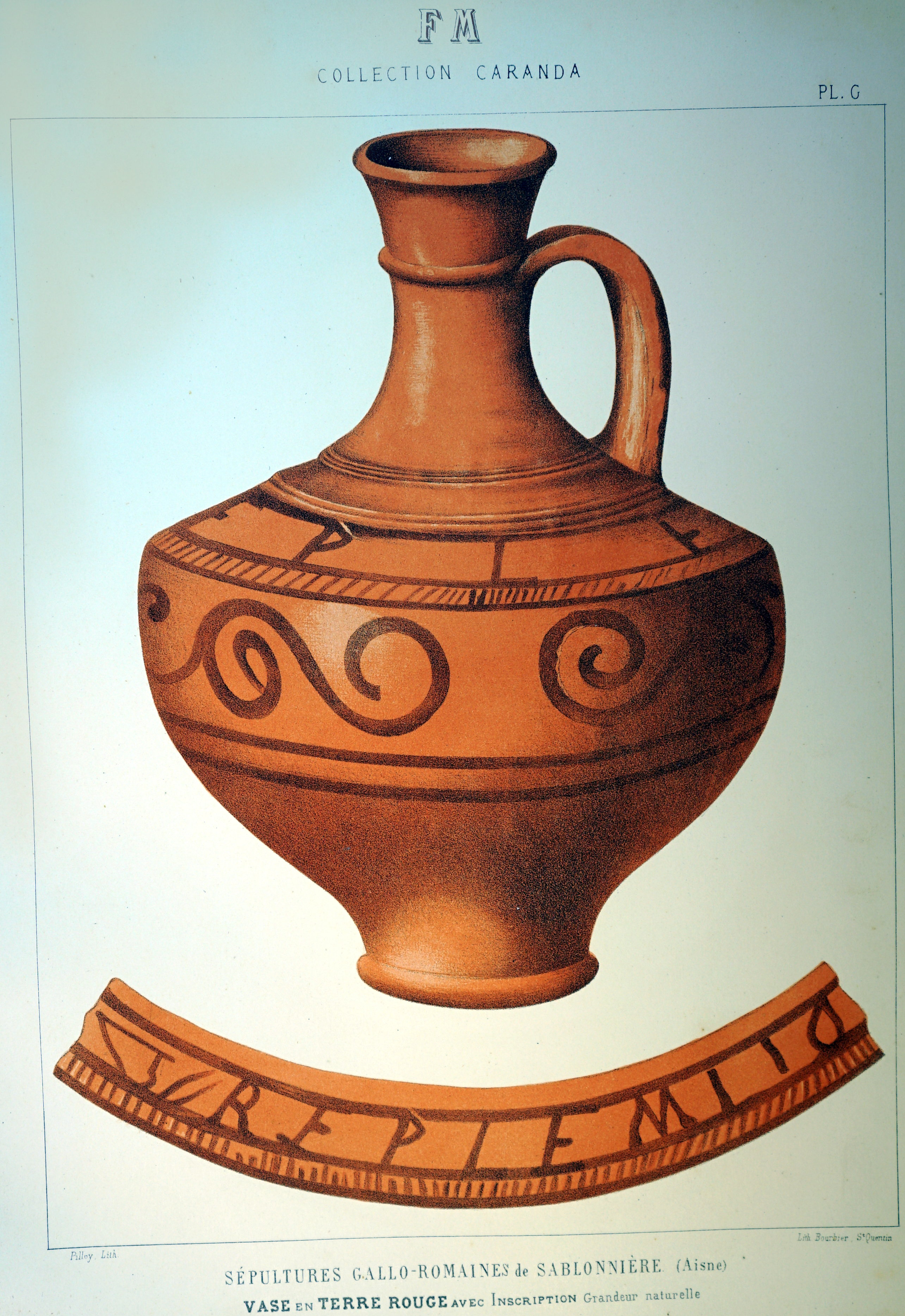
objets gallo-romains
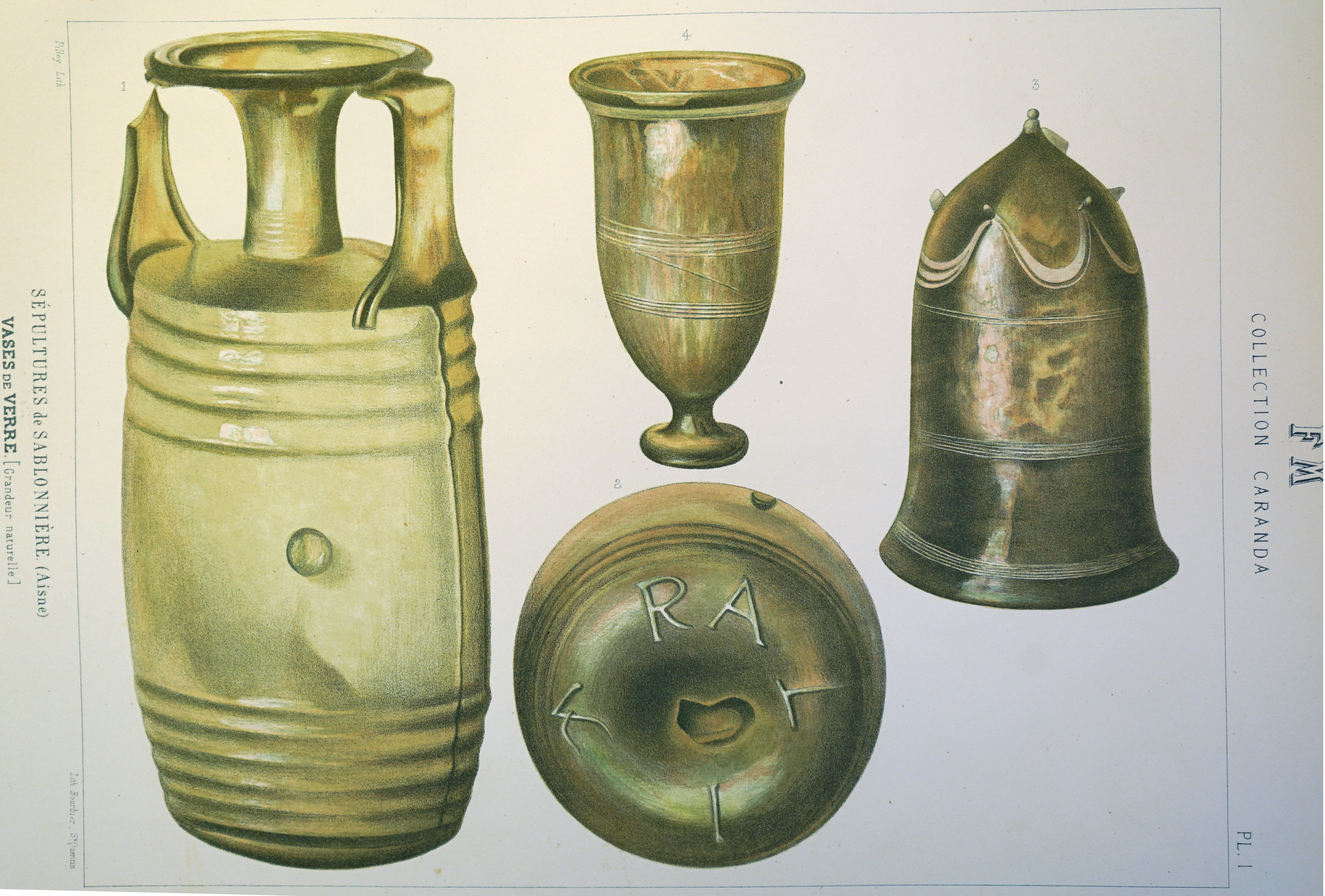
et mérovingiens
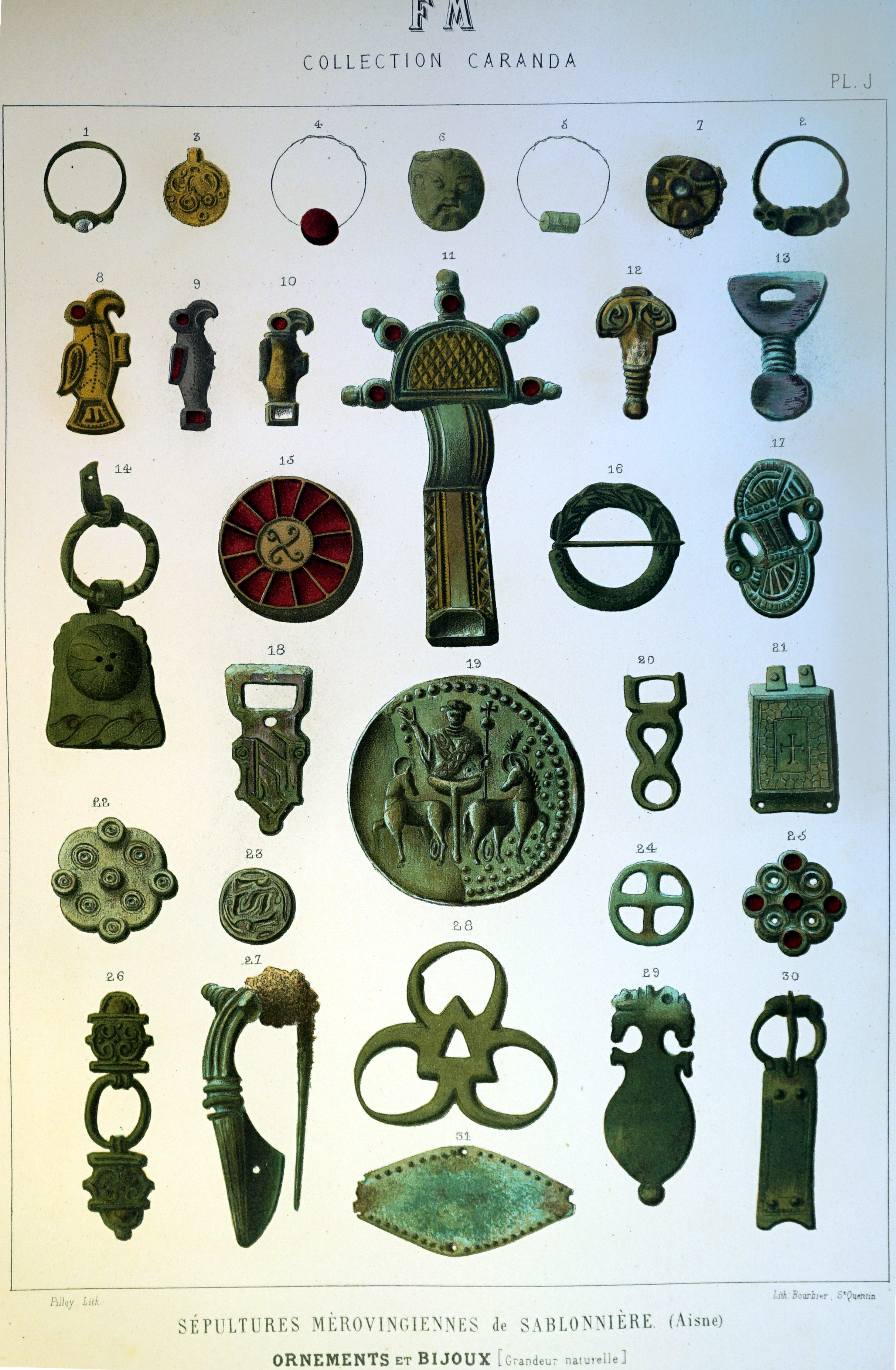
trouvés à Sablonière.

Au Moyen-Âge, une commanderie templière, dite de la Sablonnière, est installée près du hameau du même nom.

## Politique et administration

### Découpage territorial
La commune de Montreuil-aux-Lions est membre de la communauté de communes du canton de Charly-sur-Marne, un établissement public de coopération intercommunale (EPCI) à fiscalité propre créé le 29 décembre 1995 dont le siège est à Charly-sur-Marne. Ce dernier est par ailleurs membre d'autres groupements intercommunaux.
Sur le plan administratif, elle est rattachée à l'arrondissement de Château-Thierry, au département de l'Aisne et à la région Hauts-de-France. Sur le plan électoral, elle dépend du  canton d'Essômes-sur-Marne pour l'élection des conseillers départementaux, depuis le redécoupage cantonal de 2014 entré en vigueur en 2015, et de la cinquième circonscription de l'Aisne  pour les élections législatives, depuis le dernier découpage électoral de 2010.

## Démographie
L'évolution du nombre d'habitants est connue à travers les recensements de la population effectués dans la commune depuis 1793. Pour les communes de moins de 10 000 habitants, une enquête de recensement portant sur toute la population est réalisée tous les cinq ans, les populations de référence des années intermédiaires étant quant à elles estimées par interpolation ou extrapolation. Pour la commune, le premier recensement exhaustif entrant dans le cadre du nouveau dispositif a été réalisé en 2007.

En 2022, la commune comptait 1 328 habitants, en évolution de −3,28 % par rapport à 2016 (Aisne : −1,97 %, France hors Mayotte : +2,11 %).
| 1793 | 1800 | 1806 | 1821 | 1831  | 1836  | 1841  | 1846  | 1851  |
| ---- | ---- | ---- | ---- | ----- | ----- | ----- | ----- | ----- |
| 909  | 903  | 959  | 971  | 1 059 | 1 053 | 1 070 | 1 048 | 1 041 |

| 1856 | 1861 | 1866 | 1872 | 1876 | 1881 | 1886 | 1891 | 1896 |
| ---- | ---- | ---- | ---- | ---- | ---- | ---- | ---- | ---- |
| 951  | 929  | 936  | 978  | 935  | 902  | 911  | 856  | 897  |

| 1901 | 1906 | 1911 | 1921 | 1926 | 1931 | 1936 | 1946 | 1954 |
| ---- | ---- | ---- | ---- | ---- | ---- | ---- | ---- | ---- |
| 883  | 865  | 867  | 773  | 738  | 705  | 694  | 614  | 622  |

| 1962 | 1968 | 1975 | 1982 | 1990  | 1999  | 2006  | 2007  | 2012  |
| ---- | ---- | ---- | ---- | ----- | ----- | ----- | ----- | ----- |
| 585  | 585  | 630  | 701  | 1 001 | 1 197 | 1 333 | 1 352 | 1 395 |

| 2017  | 2022  | - | - | - | - | - | - | - |
| ----- | ----- | - | - | - | - | - | - | - |
| 1 369 | 1 328 | - | - | - | - | - | - | - |

## Culture locale et patrimoine

### Lieux et monuments
- Différents lavoirs.
- Église Saint-Martin du XIIIe siècle, classée le 18 janvier 1921[28].

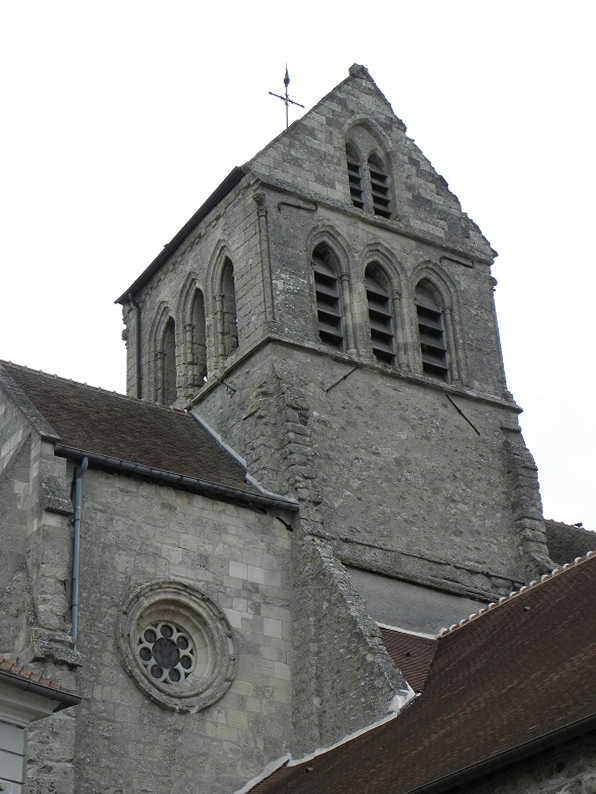
Clocher de l'église Saint-Martin.

- Reste de la commanderie de la Sablonnière[29] ayant appartenu aux templiers puis aux hospitaliers (hameau de Sablonnière).
- Cimetière britannique des deux guerres mondiales.

### Personnalités liées à la commune
- Lucien Descaves (1861-1949), président de l'académie Goncourt. Il a passé sa première année à Montreuil-aux-Lions, élevé par sa grand-tante maternelle et le mari de celle-ci, sabotier à Montreuil-aux-Lions.

### Héraldique
| Blason de Montreuil-aux-Lions | Blason  | D'argent à la croisette ancrée de gueules accostée de deux lions affrontés d'or, le tout surmonté d'une cordelette de sable mouvant des flancs, nouée au centre et ployée sur les côtés. |
| Blason de Montreuil-aux-Lions | Détails | * Il y a là non-respect de la règle de contrariété des couleurs : ces armes sont fautives (or sur champ d'argent). Le statut officiel du blason reste à déterminer.                      |